# Peloribates pakistanensis
Peloribates pakistanensis är en kvalsterart som beskrevs av Hammer 1977. Peloribates pakistanensis ingår i släktet Peloribates och familjen Haplozetidae. Inga underarter finns listade i Catalogue of Life.